# Ivan Trojan
 Ivan Trojan (ur. 30 czerwca 1964 w Pradze) – czeski aktor filmowy i teatralny, scenarzysta.

## Życiorys
Syn aktora Ladislava Trojana i brat producenta i reżysera filmowego Ondřeja Trojana. Jako uczeń szkoły sportowej był entuzjastą koszykówki i planował zawodową karierę sportową, ale już przed maturą miał zapewnione miejsce na wydziale teatralnym Akademii Sztuki w Pradze. 
Po studiach związał się z praskimi teatrami: Realistické divadlo (1988–90), Divadlo na Vinohradech (1990–97) i Dejvické divadlo (od 1997).
Jego aktorstwo jest bardzo ekspresyjne, z częstymi elementami ironii. W teatrze zwrócił na siebie uwagę rolami w inscenizacjach sztuk rosyjskich klasyków (Nikołaj Gogol, Iwan Gonczarow).
Laureat nagrody teatralnej Cena Thálie (2000) oraz dwukrotnie filmowych Czeskich Lwów (2002 i 2003). W 2024 roku został odznaczony Medalem Za Zasługi I stopnia.
Jest wiernym kibicem zespołu Bohemians 1905.
W 1992 poślubił Klárę Pollertovą, małżeństwo ma czterech synów: Františka (ur. 1999), Josefa (ur. 2001), Antonína (ur. 2009) i Václava (ur. 2012).

## Wybrana filmografia

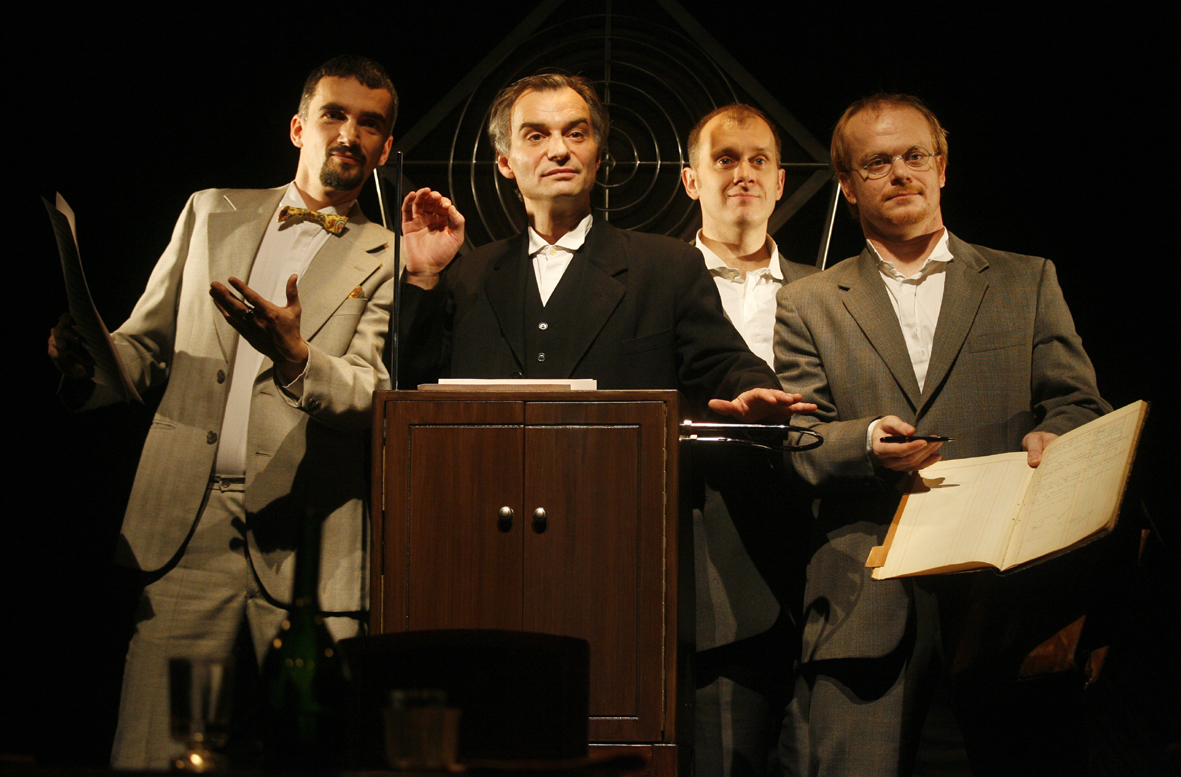
Ivan Trojan (drugi od lewej) w roli tytułowej w sztuce Petra Zelenki Teremin (Dejvické divadlo, 2005)

- 2000: Samotni (Samotáři) jako Ondřej
- 2003: Sprytny Filip (Mazaný Filip) jako charakteryzator
- 2003: Jedna ręka nie klaszcze (Jedna ruka netleská) jako Zdenek
- 2003: Żelary (Želary) jako Richard
- 2005: Anioł Pański (Anděl Páně) jako anioł Petronel
- 2005: Opowieści o zwyczajnym szaleństwie (Příběhy obyčejného šílenství) jako Petr Hanek
- 2007: Niedźwiadek (Medvídek) jako Ivan
- 2007: Wacław (Václav) jako Václav Vingl
- 2008: Bracia Karamazow (Karamazovi) jako stary Karamazow
- 2011: Alois Nebel jako dyrektor
- 2011: Widzialny świat (Viditeľný svet) jako Oliver
- 2012: W cieniu (Ve stinu) jako kapitan Hakl
- 2012: Stara miłość nie rdzewieje (Vrásky z lásky) jako Jan
- 2013: Gorejący krzew (Hořící keř) jako major Jireš
- 2014: Ósemka (Osmy) jako Richard
- 2014: Dziura (Díra u Hanušovic) jako Jura
- 2016: Anioł Pański 2 (Anděl Páně 2) jako anioł Petronel
- 2020: Szarlatan (Šarlatán) jako Jan Mikolášek
- 2020: Fura (Bourák) jako Bourák

## Role telewizyjne
- serial Bylo nás šest, 1985
- serial Dobrodružství kriminalistiky, 1989
- bajka O čarovné Laskonce, 1989
- serial Četnické humoresky, 1997 – 2007